# Lithgow
Pour l’article homonyme, voir John Lithgow.
Lithgow est une ville australienne située dans la zone d'administration locale de Lithgow, dont elle est le siège, en Nouvelle-Galles du Sud.

## Géographie
La ville est située dans la vallée du même nom, dans la région des Plateaux centraux, à environ 150 km au nord-ouest de Sydney. Elle forme une seule agglomération avec Bowenfels.
Elle est entourée par des parcs nationaux dont certains sont classés au patrimoine mondial de l'humanité. Le parc national Wollemi abrite le pin de Wollemi, un arbre originaire du jurassique et que l'on rencontre dans les gorges du parc.

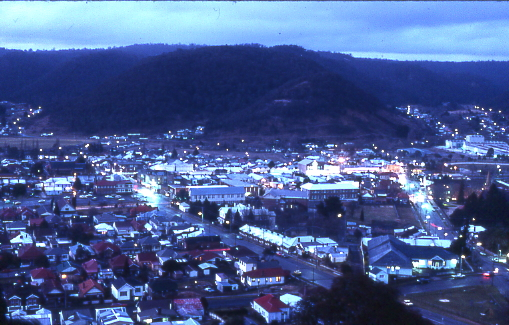
Coucher de soleil sur Lithgow.

### Climat
| Mois                              | jan. | fév. | mars | avril | mai  | juin | jui. | août | sep. | oct. | nov. | déc. | année |
| --------------------------------- | ---- | ---- | ---- | ----- | ---- | ---- | ---- | ---- | ---- | ---- | ---- | ---- | ----- |
| Température minimale moyenne (°C) | 11,9 | 12,1 | 10,1 | 6,7   | 3,9  | 1,8  | 0,7  | 1,3  | 3,4  | 6    | 8,1  | 10,4 | 6,4   |
| Température maximale moyenne (°C) | 25,5 | 24,7 | 22,4 | 18,4  | 14,3 | 11,1 | 10,4 | 12   | 15,4 | 18,7 | 21,5 | 24,5 | 18,2  |
| Précipitations (mm)               | 94,3 | 83,8 | 83,8 | 62,7  | 63   | 67,3 | 67,6 | 63,4 | 58,9 | 67,7 | 70   | 76,1 | 858,1 |

## Histoire
À partir de 1866, une ligne de chemin de fer sinueuse est construite à travers les terrains montagneux des Blue Mountains et reste connue sous le nom de « grand zig zag ». Elle est ouverte en 1869 jusqu'à Bowenfels, puis une nouvelle gare est ouverte à Lithgow.
À la même époque, la ville connaît un développement industriel avec l'ouverture de mines de charbon suivie en 1875 d'un premier haut-fourneau. La centrale électrique de Lithgow est en service de 1928 à 1964, avant d'être démolie.

## Démographie
| 2001   | 2006   | 2011   | 2016   | 2021   |
| ------ | ------ | ------ | ------ | ------ |
| 11 023 | 11 298 | 11 143 | 11 530 | 11 197 |

## Économie
En raison de l'abondance de charbon et de la proximité relative de Sydney, les environs de Lithgow abritent deux des plus grandes centrales électriques de Nouvelle-Galles du Sud, celles de Mount Piper et de Wallerawang, exploitées par Energy Australia NSW. 